# جيمس ميخائيل غاردنر فيل
جيمس ميخائيل غاردنر فيل هو رياضياتي كندي، ولد في 4 ديسمبر 1923 في فانكوفر في كندا، وتوفي في 16 ديسمبر 2016.